# Бузиг (Франция)
Бузиг (фр. Bouzigues bu.zi.gə, окс. Bosigas bu.'zi.ɣɔs) — коммуна региона Окситания департамента Эро во Франции.
Расположен на берегах озера То, вблизи города Сет.
Основным видом деятельности является разведение устриц, много ресторанов.